# En långvarig förlovning
En långvarig förlovning (originaltitel: Un long dimanche de fiançailles) är en fransk romantisk krigsfilm från 2004 i regi av Jean-Pierre Jeunet. Manuset är uppbyggt på romanen med samma titel av Sébastien Japrisot som utkom 1991.

## Handling

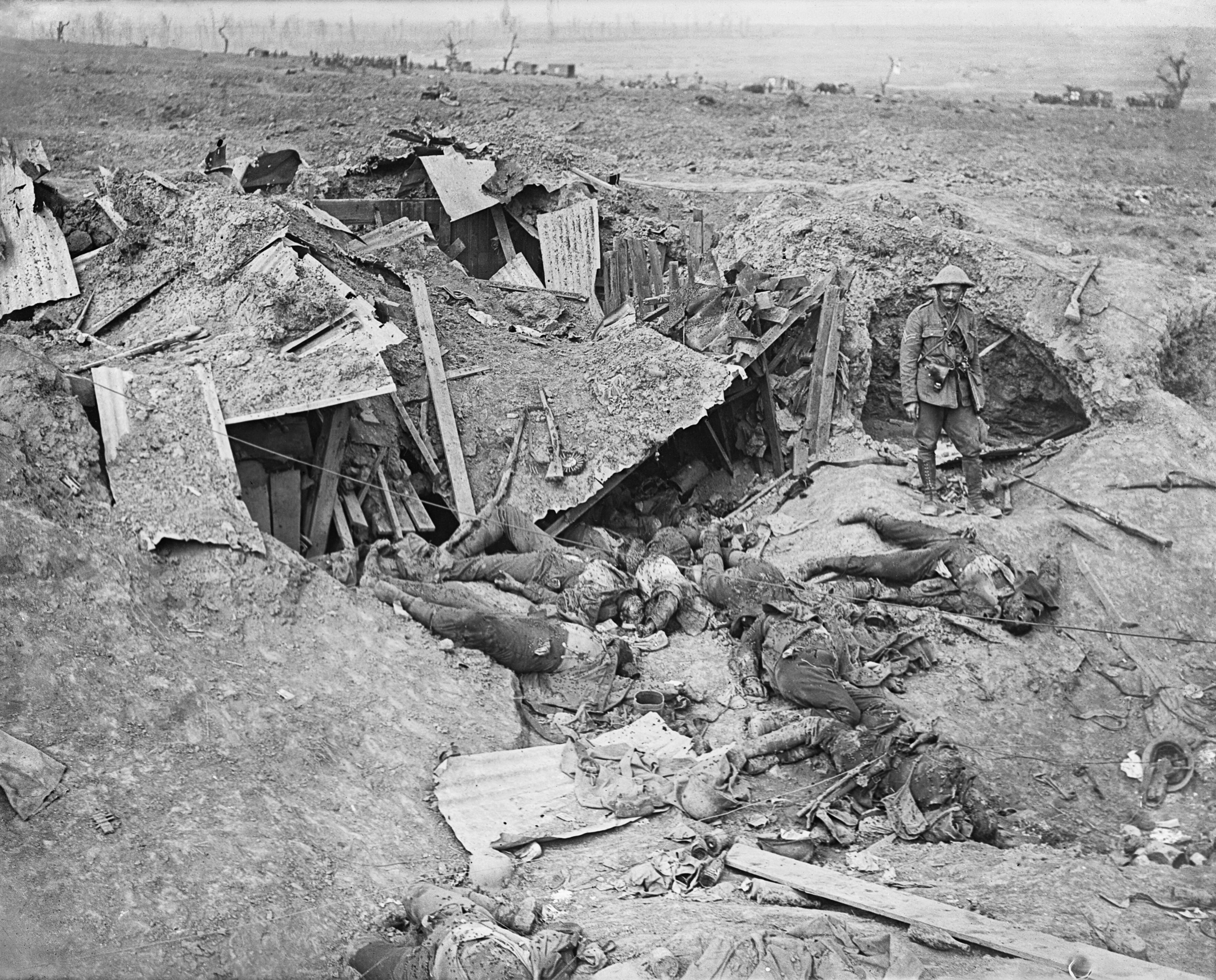
Slaget vid Somme var ett av första världskrigets blodigaste slag. Döda tyska soldater vid Guillemont, september 1916.

År 1920 väntar unga Mathilde (Audrey Tautou) desperat på ett livstecken från sin fästman Manech (Gaspard Ulliel), trots att första världskriget är slut sedan länge. För feghet hade han och fyra andra under slaget vid Somme 1916 dömts att ge sig ut i ingenmanslandet mellan de franska och tyska skyttegravarna vid byn Bouchavesnes, och allting tyder på att alla fem dödades omgående.
Mathilde ger inte upp hoppet, hon tar kontakt med de som var med vid fronten och deras anhöriga, och tar även hjälp av en privatdetektiv för att få veta sanningen.

## Medverkande
- Audrey Tautou - Mathilde Donnay
- Gaspard Ulliel - Manech Langonnet, Mathildes fästman
- Jean-Pierre Becker - Sergeant Daniel Esperanza
- Jodie Foster - Élodie Gordes
- Dominique Bettenfeld - Angel Bassignano
- Clovis Cornillac - Benoît Notre-Dame
- Marion Cotillard - Tina Lombardi
- Jean-Pierre Darroussin - Korpral Benjamin "Biscotte" Gordes
- André Dussollier - Pierre-Marie Rouvières
- Julie Depardieu - Véronique Passavant
- Albert Dupontel - Célestin Poux
- Tchéky Karyo - Kapten Etienne Favourier
- Jean-Claude Dreyfus - Kommendör François Lavrouye
- Ticky Holgado - Germain Pire
- Jérôme Kircher - Kléber "Bastoche" Bouquet
- Denis Lavant - Francis "Six-Sous" Gaignard
- Chantal Neuwirth - Bénédicte, Mathildes moster
- Dominique Pinon - Sylvain, Mathildes morbror
- Bouli Lanners - Korpral Urbain Chardolot
- Philippe Duquesne - Staff Sergeant Favart
- Stéphane Butet - Julien Phillipot
- François Levantal - Gaston Thouvenel
- Thierry Gibault - Löjtnant Benoît Etrangin

## Om filmen
Filmen är flerfaldigt prisbelönad och nominerades bland annat till två Oscar 2005: foto och scenografi.
Flera av de medverkande skådespelarna i Amelie från Montmartre (2001) är med även i denna film.